# Wiki Science Competition
Wiki Science Competition (WSC) est un concours international de photographie scientifique permettant aux étudiants, aux chercheurs et aux autres personnes intéressées de publier sous licence libre des images et d'autres médias de haute qualité, pour les rendre librement accessible au plus grand nombre,.
Le concours est organisé tous les deux ans, dans la plupart des pays participants vers novembre ou décembre,. Il a été considéré comme l'un des concours photo les plus importants au monde.

## Histoire
Wiki Science Competition est issue du concours estonien de photos scientifiques (Estonian Science Photo Competition, en estonien Eesti teadusfoto võistlus), devenu européen en 2015,.
Le premier concours mondial a eu lieu en 2017. Le principal organisateur du concours est Ivo Kruusamägi (et).
La première édition a vu la participation de plus de 2 200 participants, avec un nombre d'images supérieur à 10 000,.
En 2017, il y avait cinq catégories : « People in Science » (« L'humain et la science »), « Microscopy images » (« Microscopie »), « Non-photographic media » (« Médias non photographiques »), « Image sets » (« Ensembles d'images »), et la « General category » (« Catégorie science large »). En 2019, une nouvelle catégorie, « Nature » (« Vie sauvage et nature »), a été ajoutée, suivie en 2021 par la catégorie « Astronomy ». En 2021, le prix spécial « Women in STEM (en) », dédié aux femmes dans la science, était également offert,.
La première édition française a eu lieu du 1er au 30 novembre 2019.

## Description
Les médias sont évalués en fonction du détail de leur description, la priorité étant donnée aux sources provenant de revues à fort impact, d'ensembles de données et d'autres tiers fiables. Cela encourage les contributions d'experts appuyées par des documents vérifiables.
Les images sont stockéés sur Wikimedia Commons, à disposition pour promouvoir la science et illustrer Wikipédia et les autres projet Wikimédia, entre autres.
Parmi les pays où il a été lancé et organisé régulièrement, figurent l'Estonie, la Suisse, l'Irlande, les États-Unis, la Pologne, l'Ukraine et la Russie (où il a lieu au printemps).

## Gagnants

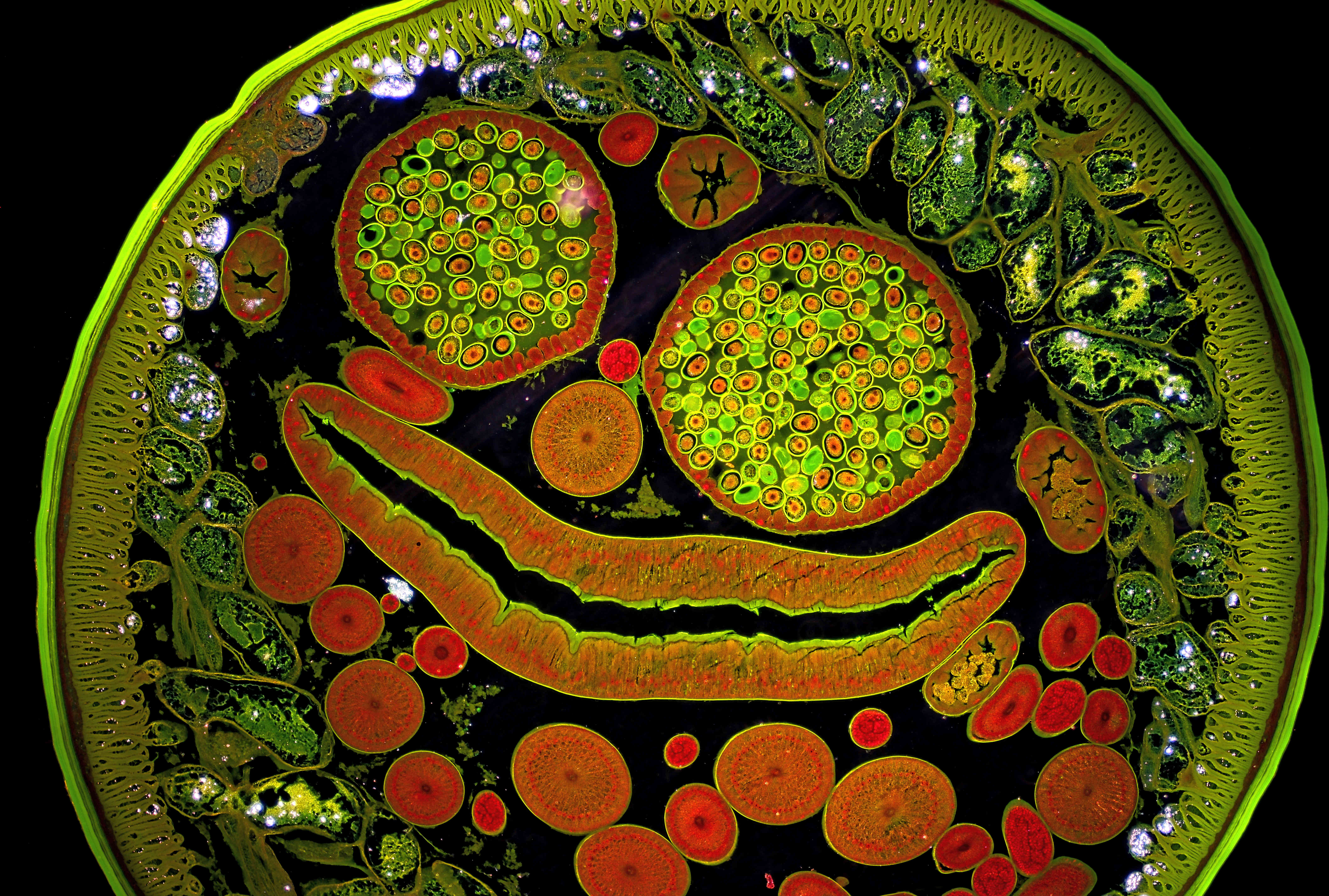
Vue en coupe d'un exemplaire mâle d'Ascaris, un  parasite intestinal, photographié avec un appareil Nikon doté de condenseur pour champ sombre (Darkfield oil condenser) 1,40. Le grossissement de l'image est de 200 fois. Gagnant de la catégorie Microscopy images en 2017, par Massimo Brizzi, Italie
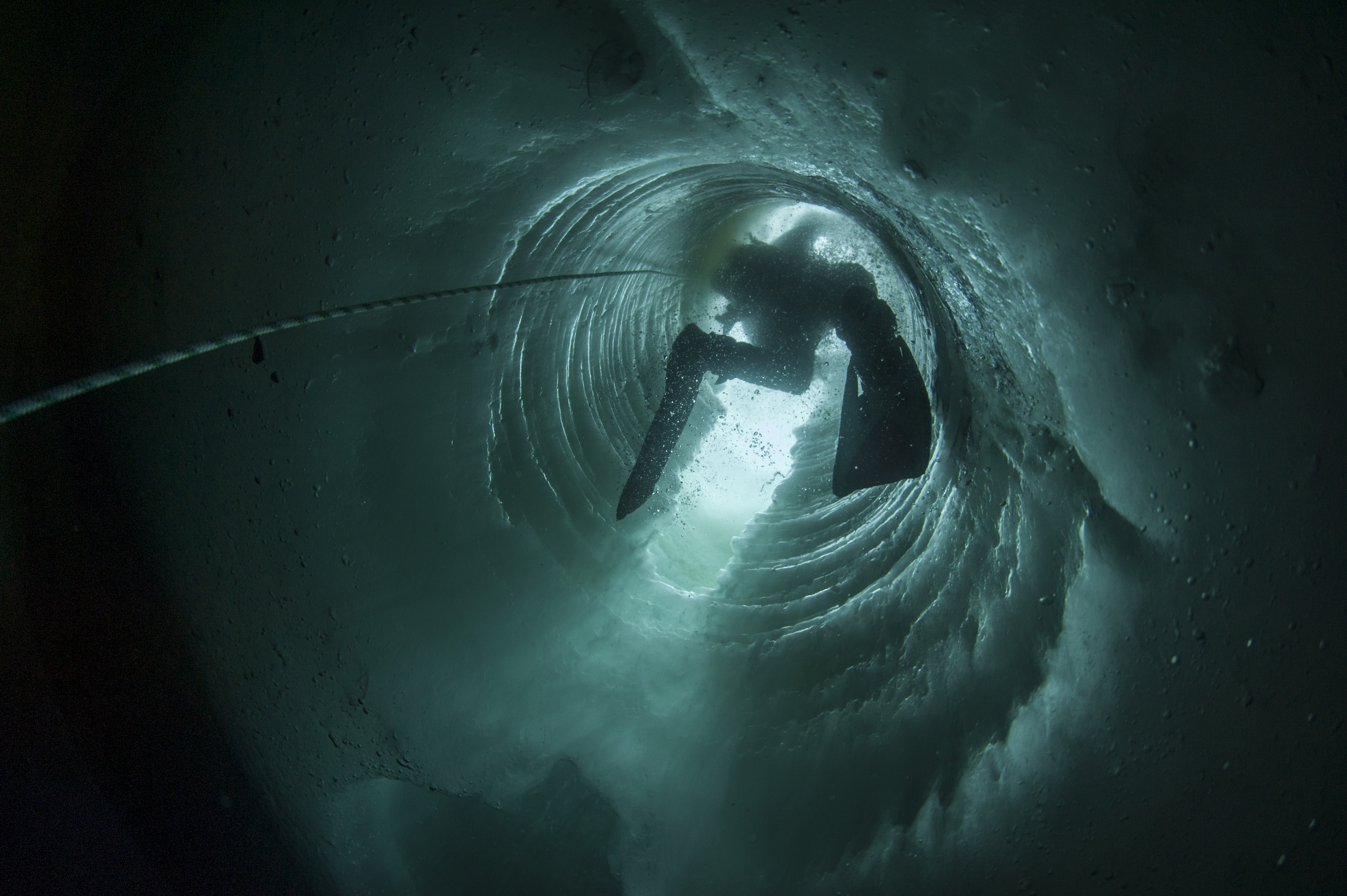
Plongeur scientifique polaire à la Base antarctique Dumont-d'Urville, photographié à l'intérieur d'un tube de glace, créé selon la technique des forages pétroliers pour permettre l'accès à l'eau. Gagnant de la catégorie « People in Science » en 2017, par Erwan Amice, France
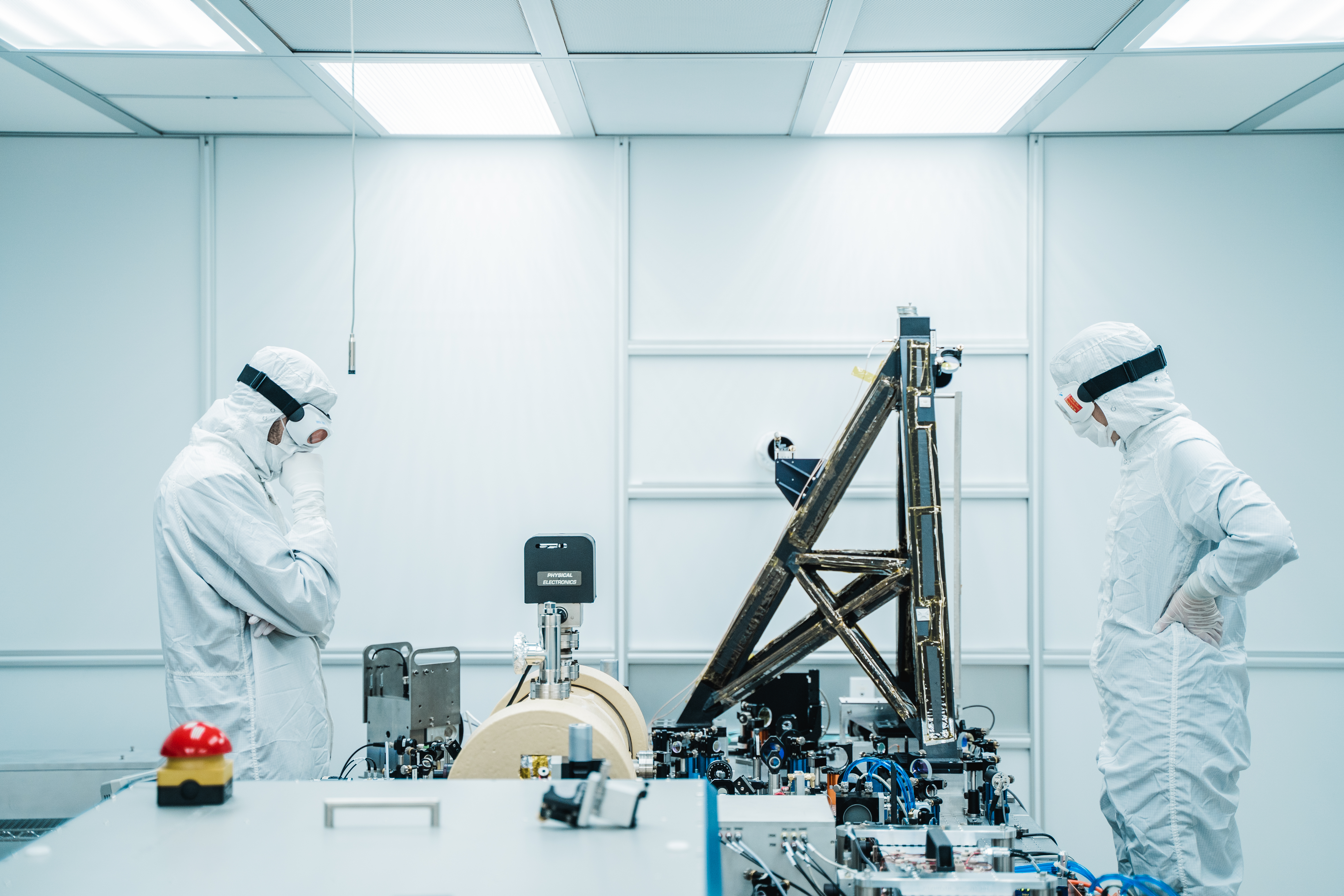
Deux scientifiques en combinaison pour salle blanche, à l'intérieur du Laser Interferometer Gravitational-Wave Observatory (LIGO), menant une expérience de physique dont le but est de détecter directement les ondes gravitationnelles. Gagnant de la catégorie « People in Science » en 2019, par Nutsinee Kijbunchoo, États-Unis/Thailande
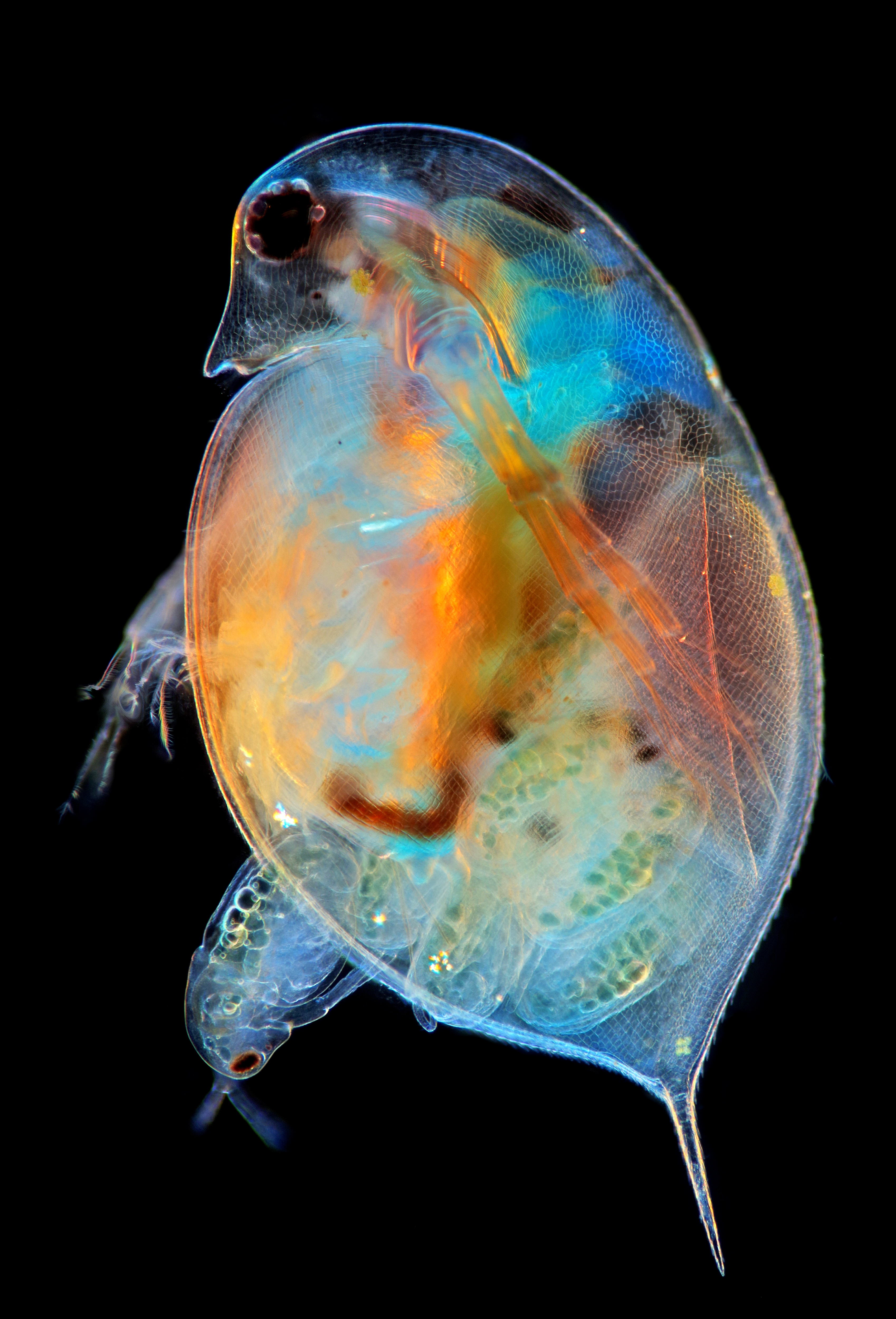
Puce d'eau du genre Daphnia donnant naissance à sa progéniture. Le grossissement de l'image est de 100 fois. Une technique de microscopie en champ sombre a été utilisée, avec de la lumière polarisée. Gagnant de la catégorie « Microscopy images » en 2019, par Marek Miś, Poland
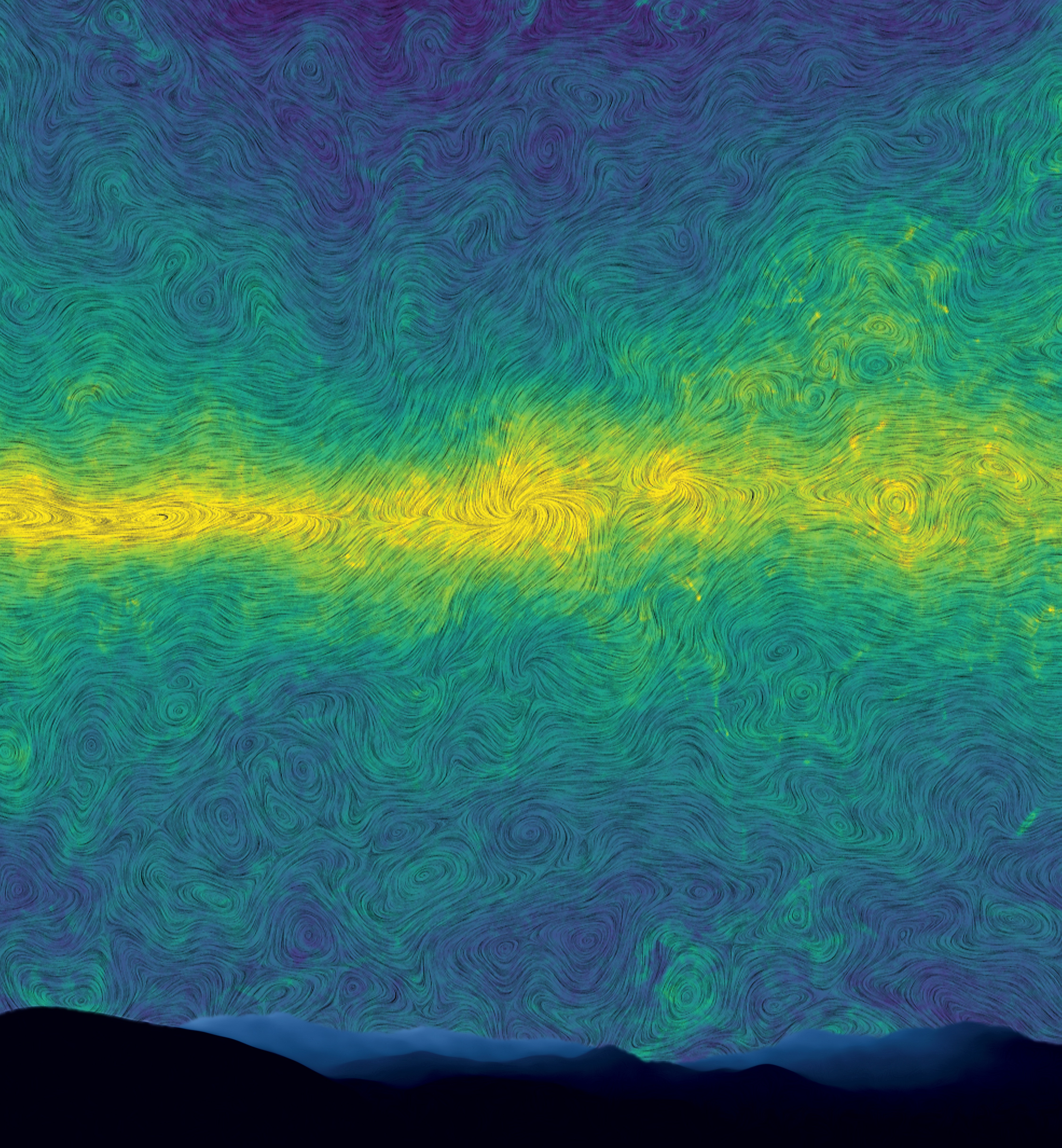
La polarisation simulée de la poussière de la Voie lactée sous forme de rayonnement fossile dans le ciel. Gagnant de la catégorie « Non-photographic media » en 2019, par Uroš Seljak (en), Slovénie/États-Unis
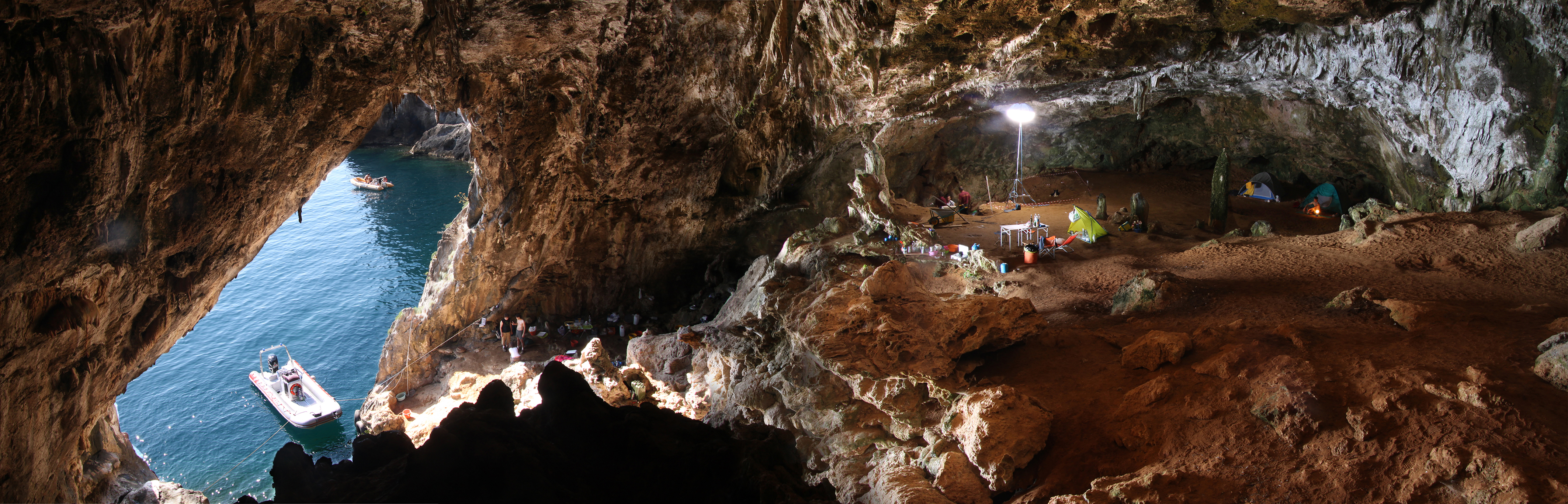
Fouilles archéologiques d'un site du Paléolithique moyen, ménées par une équipe del l'Université de Sienne, en Toscane. Le site est accessible seulement en bateau. Gagnant de la « General category » en 2019, par Stefano Ricci Cortili, Italie
Larve d'une espèce non identifiée de diptère, probablement d'un moucheron non piqueur. Panorama composé d'un empilement de mises au point. Une technique de microscopie en champ sombre a été utilisée, avec de la lumière polarisée. Par un effet de biréfringence, certaines structures du corps, par exemple les fibres musculaires, semblent briller à des intensités variables qui dépendent de leur densité et de leur orientation. Gagnant de la catégorie « Microscopy images » en 2021, par Karl Gaff, Irlande
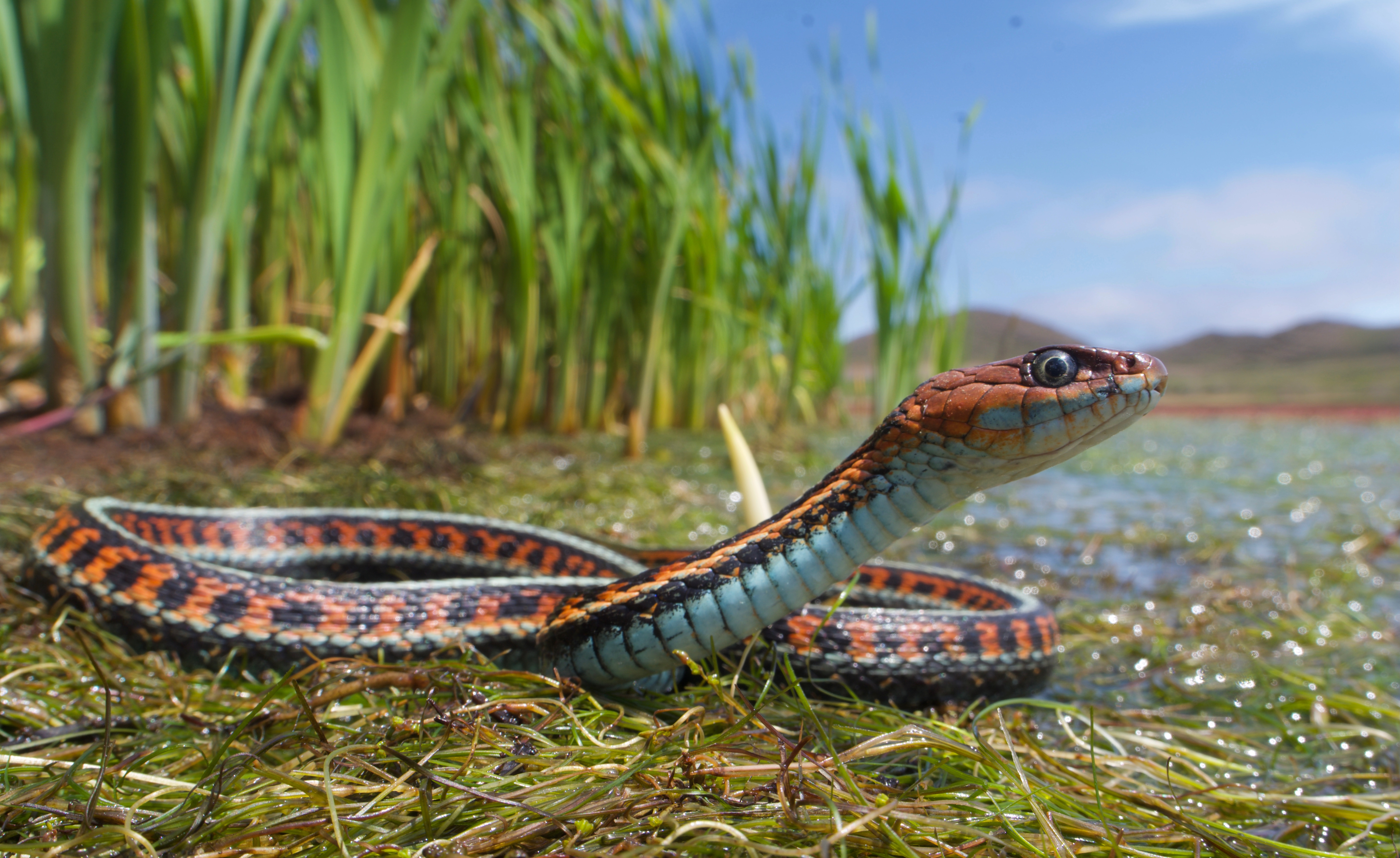
Un exemplaire de couleuvre jarretière (Thamnophis sirtalis infernalis) dans son habitat aquatique, en Californie du Nord. Gagnant de la catégorie « Nature » en 2021, par Jaden Clark, États-Unis
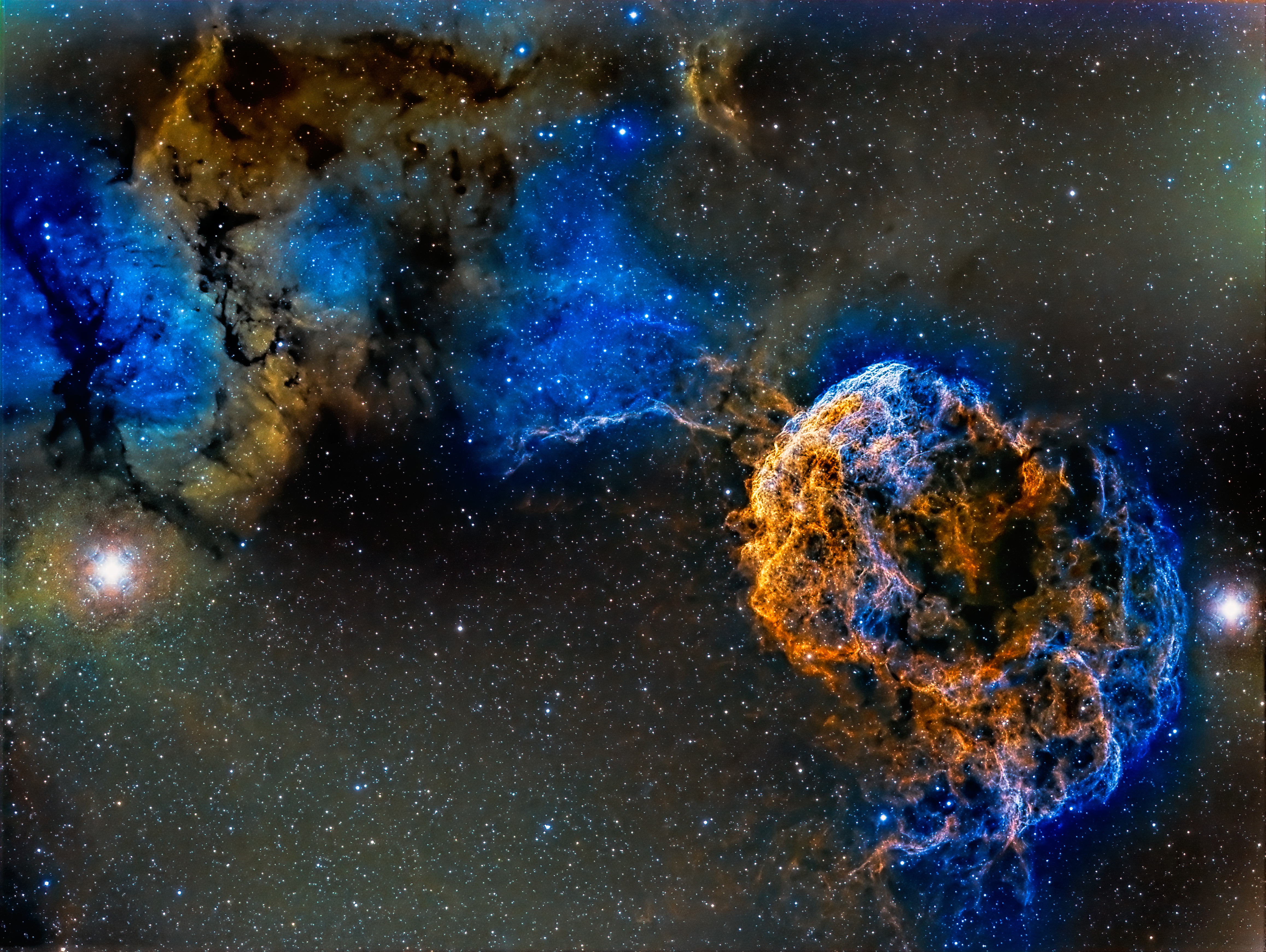
IC 443, avec IC 444, et même LBN 188.69+04.25. IC 443 est la nébuleuse de la méduse, IC 444 une nébuleuse par réflexion et l'autre une région HII. 37 heures d'exposition ont été nécessaire pour réaliser cette photo d'amateur, par un téléscope Takahashi seisakusho. Sur la photo,  Les restes d'une supernova qui a explosé avant l'aube des calendriers julien et grégorien sont, par coïncidence, encadrés par deux étoiles brillantes dans le cadre, Eta Geminorum sur la droite et Mu Geminorum sur le côté gauche. Le photographe a photographié la cible avec deux lunettes pour obtenir deux cadrages différents, puis a combiné toutes les données ensemble, qui ont été recueillies sur deux ans. Gagnant de la catégorie « Astronomy » en 2021, par Ram Samudrala (en), États-Unis